# Lloret ratpenat de les Moluques
El lloret ratpenat de les Moluques (Loriculus amabilis) és una espècie d'ocell de la família dels psitàcids que habita boscos poc densos i medi urbà de les Moluques Septentrionals